# Grande Loge provinciale des Pays-Bas autrichiens
 (novembre 2023).

Contre-sceau et sceau de la Grande Loge provinciale des Pays-Bas autrichiens.

La Grande Loge provinciale des Pays-Bas autrichiens était un organe maçonnique central, actif dans les provinces belges de la maison d’Autriche entre 1770 et 1786. Elle avait son siège principal à Mons.

## La fondation
Le 22 janvier 1770, le marquis de Gages, qui rêve de titres prestigieux, obtient de la première Grande Loge d'Angleterre des lettres patentes le nommant « grand maître provincial de et pour tous les Pays-Bas autrichiens avec plein pouvoir et autorité de en due forme faire des maçons, constituer et y régler des loges ainsi que l’occasion pourra le requérir, comme de faire et remplir tous les autres choses qui de droit appartiennent au susdit office, ainsi qu’il a coutume d’être rempli et qu’elles doivent être faites et exécutées par les autres grands maîtres provinciaux. »

« La loge provinciale de franc-maçons de tous les Pays-Bas autrichiens a son siège ici, c'est le marquis de Gage qui en est le grand maître ; elle ne s'est pas assemblée depuis 1778 qu'elle se tint à Namur : cette loge se nomme la parfaite harmonie. Les deux autres loges particulières qui sont encore ici se nomment, l'une la parfaite union & l'autre théresienne : les femmes critiquent beaucoup ces assemblées ; elles ne réfléchissent pas qu'un vrai franc-maçon, est un homme qui doit être un bon père, un bon mari, un bon maître ; que l'homme vicieux ou crapuleux, lorsqu'il est connu pour tel, est à l'instant expulsé de l'ordre & déclaré indigne d'en être membre ; il ne s'est jamais formé d'association plus utile à la société & surtout à l'humanité que celle de la franche-maçonnerie. »

— Augustin DAMIENS DE GOMICOURT (1723-1790), Le voyageur dans les Pays-Bas autrichiens, t. 6 (1783-1784).
Le document précité, signé par Charles Dilon, député grand maître, stipule en outre que le grand maître provincial tiendra annuellement  quatre communications de quartier dont une  le jour même ou le plus prochain de la fête de Saint-Jean-Baptiste, qu’il enverra avec la même régularité  un détail par escrit de ce qui s’y sera passé et aussi des loges que vous aurés constituées, quand et où elles se tiennent avec une liste de leurs membres et copie des loix et règlement qu’elle aura fait pour sa conduite avec le compte de tout ce que vous aurés fait en vertu de ces présentes, et enfin qu’il versera au trésor actuel de la Société à Londres trois guinées pour chaque loge que vous aurés constituées, étant pour la Grande Charité et autres desseins. 
Il apparaît cependant que le frère de Vignolles, grand maître provincial des loges étrangères, est enclin à s’emparer des sommes destinées à la caisse de la Grande Loge d’Angleterre. Cette circonstance, renforce la volonté du marquis de Gages de diriger sa grande loge provinciale comme une obédience autonome, plutôt que comme l'instance subordonnée qu’elle est dans le principe.

## Les tenues
À en juger d’après les documents disponibles, les tenues générales de la grande loge se succèdent régulièrement jusqu’en 1773. Elles reprennent à partir de 1776, peut-être de façon plus espacée. Voici la liste qui peut en être dressée.
- 1770 : à Mons (le 20 mai).
- 1770 : à Mons (le 27 décembre).
- 1771 : à Tournai (du 26 au 28 février).
- 1771 : à Bruges (les 23 et 24 juin).
- 1772 : à Alost (le 31 mai).
- 1773 : à Mons (le 28 juin).
- 1776 : à Mons (le 28 juin).
- 1777 : à Mons (le 28 août).
- 1778 : à Namur (le 31 août).
- 1783 : à Mons (le 31 août).
- 1784 : à Anvers (le 12 septembre).
- 1786 : à Bruxelles (le 26 juin).

Pour donner plus d'appareil et d'éclat au Grandes fêtes de l'ordre et rendre par emblèmes les vêtements uniformes à ceux que doivent avoir les cœurs de tous les frères, précise le tracé du 3e jour de repos du 3e mois de l'année maçonnique 5770, il a été proposé un habit rouge veste ventre de biche avec la culotte pareille et chapeau brodé ; cette uniformité a été acceptée et on l'a pris simple et sans dorure pour faciliter tous les frères à se conformer à cet usage.

## Les loges affiliées
C’est au cours de ces réunions que les demandes d’affiliation introduites par les différents ateliers sont examinées. Mais il arrive que les travaux de la grande loge se confondent avec ceux de La Vraie et Parfaite Harmonie (Mons) dont le marquis de Gages est par ailleurs le vénérable. Comme pour la Parfaite Union de Namur.
La Grande Loge provinciale ne regroupera jamais toutes les loges travaillant alors sur le territoire de l’actuelle Belgique, et cela, pour trois raisons.
Primo : les terres relevant de la principauté épiscopale de Liège ou du duché de Bouillon ne se confondent pas avec celles qui ressortissent des Pays-Bas autrichiens.
Secundo : le marquis de Gages a tendance à rejeter les demandes d’affiliation émanant de loges dont il estime trop modeste la composition sociale.
Tercio : un certain nombre d'ateliers restent fidèles à leur obédience initiale et d’autres continuent à fonctionner sans se référer à aucune.
Le tableau qui suit reprend, dans l'ordre alphabétique et sans l'article défini, les ateliers fédérés au sein de la Grande Loge provinciale des Pays-Bas autrichiens. Les dates entre parenthèses correspondent à celle de leur affiliation (ou première mention au sein de la Grande Loge provinciale) et celle de leur dernière mention connue.
- Amis thérésiens, à Mons (1783).
- Bienfaisance, à Gand (1776-1783).
- Concorde universelle, à Anvers (1776).
- Constance, à Marche-en-Famenne (1783).
- Constance de l'Union, à Bruxelles (1783).
- Constante Fidélité, à Malines (1771-1786).
- Constante Union, à Gand (1770-1783).
- Discrète impériale, à Alost (1770-1786).
- Félicité, à Gand(1783).
- Frères réunis, à Tournai (1770-1783).
- Heureuse Rencontre, à Bruxelles (1772-1786).
- Parfaite Amitié, à Bruxelles (1772-1786).
- Parfaite Égalité, à Bruges (1770-1783).
- Parfaite Union, à Anvers (1786).
- Parfaite Union, à Luxembourg (1776-1783).
- Parfaite Union, à Mons (1776-1786).
- Parfaite Union avec changement de nom en Bonne Amitié, à Namur (1777-1786).
- Sincère Amitié, au régiment de Kaunitz (1783).
- Trois Niveaux, à Ostende (1786).
- Union, à Bruxelles (1773-1786).
- Union fraternelle, à Bruxelles (1786).
- Union indissoluble, au régiment de Murray (1778-1786).
- En 1773 est fondée la loge maçonnique de l'Université de Louvain[5].
- Vraie et parfaite Harmonie, à Mons (1770-1786).
- Vrais Amis de l'Union, à Bruxelles (1783-1786).

Il conviendrait d'ajouter à cette liste deux loges militaires (1786), l'une active au sein du régiment d'Arberg, l'autre au sein du régiment de Wurtemberg.

## La suppression de la grande loge
Un édit de l'empereur Joseph II, daté du 9 janvier 1786 et dont la teneur est confirmée par rescrit le 15 mai suivant, limite à trois le nombre de loges admises dans ses possessions des Pays-Bas. Le 29 mai, les députés de ces trois ateliers bruxellois (Les Vrais Amis de l'union, L'Heureuse Rencontre et L'Union) confient au baron de Seckendorff, délégué de la Grande Loge nationale de Vienne, la présidence d'un comité central dont la tâche est de remanier l'institution maçonnique selon les vues impériales.
Incapable de résister à ces changements, le marquis de Gages convoque une dernière assemblée de la Grande Loge provinciale le 26 juin 1786, avant de remettre sa démission en même temps que la plupart de ses grands officiers.

## Les archives
Les archives relatives à la Grande Loge provinciale sont dispersées dans différents fonds ou collections, outre ceux de l'administration publique centrale.
Dans son étude relative à la franc-maçonnerie belge sous le régime autrichien (1923), le père Van der Schelden mentionne des papiers divers de la Grande Loge provinciale : tableau de loge de 1783 [et] procès-verbaux des loges provinciales : Tournai (1771), Bruges (1771), Alost (1772), Mons (1776), Mons (1777), Namur (1778) dont il a publié d'assez longs extraits et dont Fernand Clément fournit également des citations dans son étude consacrée à La Bonne Amitié (1924) ; on ajoutera que le Tracé de la première tenue de la Grande Loge des Pays-Bas autrichiens (1770) a été éditée de façon anonyme dans un Bulletin du Suprême Conseil de Belgique. Ces documents étaient autrefois conservés dans les collections de la Parfaite Union, à Mons.
Maurice André Arnould décrit pour sa part quelques pièces qui se trouvent toujours dans les mêmes collections, tandis qu'Hugo De Schampheleire signale la présence dans une collection privée d'une liste des loges dépendant de la Grande Loge provinciale des Pays-Bas autrichiens (1783), et dans les collections du Grand Orient des Pays-Bas d'un diplôme ou certificat "standardisé" émanant de la grande loge, ainsi qu'une liste des membres des loges dépendantes de la même grande loge.
On trouve encore à la Bibliothèque royale de Belgique (section des manuscrits, IIe série, no 215), une copie fondée sur le Livre des constitutions des loges dont la trace est aujourd'hui perdue et qui aurait été le registre de la Grande Loge provinciale.
Enfin, les archives de La Discrète impériale (Alost) conservent ou conservaient des lettres émanant du grand maître provincial.